# 社會創新實驗中心
社會創新實驗中心（英語：Social Innovation Lab），簡稱：社創中心，前身為國防部空軍司令部文電中心、臺灣總督府工業研究所，成立於2017年，在時任行政院院長賴清德與政務委員唐鳳支持下創立，隸屬經濟部中小及新創企業署，以推動行政院「社會創新行動方案」為使命，是臺灣社會創新指標性機構。